# Раух, Нео
Нео Раух (нем. Neo Rauch, род. 18 апреля 1960, Лейпциг) — известный современный немецкий художник, один из самых продаваемых художников в Германии, лауреат премии Винсента в 2002 году.
Фигуративная живопись с элементами сюрреализма стала в Европе очень популярной в последние годы. Мрачные картины Нео Рауха породили настоящий бум вокруг лейпцигской школы и принесли миллионы их автору.

## Образование
- 1981-86 Высшая школа графики и книжного искусства, Лейпциг

## Творческий путь «холодного художника»
Раух ежегодно пишет дюжину картин в ателье, расположенном в здании бывшей текстильной фабрики в Лейпциге. Ценители марки «Новая Лейпцигская школа» ждут их с трепетом. Покупатели, особенно американцы, готовы назначить цену ещё до того, как кисть художника коснётся полотна. Выставки-продажи открывшего его когда-то галериста Гарри Либке (нем. Harry Libke) пустеют через несколько минут после открытия.
«Раух пишет понятные картины», — заключает немецкая газета Bild. В действительности это так лишь на первый взгляд. Можно легко «узнать» людей, деревья, машины, оружие, но едва ли можно отнести его манеру к реализму или к социалистическому реализму. Стиль напоминает, с одной стороны, официальное искусство бывшей ГДР, а с другой — комиксы и американскую рекламу 60-х годов.
Теории, концепции, абстракции, несмотря на их огромное значение для немецкого искусства, никогда его не интересовали. «Хорошую фигурную композицию создать труднее, чем абстрактный образ. Я мог бы стать выдающимся абстракционистом, но это скучно», — заявил Раух в интервью «Spiegel». Живопись художника представляет странный мир, цвета и образы Раух взял из эстетики социалистического реализма Восточной Германии, где он вырос и получил образование. При этом трактовка пространства и содержание носят скорее сюрреалистический характер.

## Награды
- 2005 Kunstpreis Finkenwerder
- 2002 Vincent van Gogh Bi-annual Award for Contemporary Art in Europe, Bonnefantenmuseum Maastricht, The Netherlands
- 1997 Kunstpreis der Leipziger Volkszeitung

## Персональные выставки
- 2013 Centre for Fine Arts, Brussels, Belgium: Neo Rauch. The Obsession of the Demiurge. Selected Works 1993—2012
- 2009 Galerie EIGEN + ART Berlin
- 2008 David Zwirner, New York, US
- 2007 «para», Metropolitan Museum of Art, New York, USA; Max Ernst Museum, Brühl
- 2007 Rudolphinum, Prag, Czechia
- 2006 «Neo Rauch. Neue Rollen. Bilder 1993 bis heute.», Kunstmuseum Wolfsburg
- 2006 «Zeitraum», Galerie EIGEN + ART Leipzig
- 2006 Musée d’art contemporain de Montreal, Canada
- 2005 Centro de Arte Contemporáneo de Málaga (CAC Malaga), Spain
- 2005 Renegarten, David Zwirner, New York, USA
- 2005 Works 1994—2002. The Leipziger Volkszeitung Collection, Honolulu Academy of Arts/ 1st Floor Gallery, Honolulu, USA
- 2004 «Neo Rauch», Albertina Wien, Austria
- 2003 «Currents», Сент-Луисский художественный музей, USA
- 2002 Bonnefanten Museum, Maastricht, Netherlands
- 2002 Galerie EIGEN + ART, Berlin
- 2002 David Zwirner, New York, USA
- 2001 Neo Rauch. Zeichnungen und Gemälde aus der Sammlung Deutsche Bank, Deutsche Guggenheim, Berlin; Mannheimer Kunstverein; Neues Museum Weserburg Bremen; International Culture Centre Krakow, Poland; Städtische Galerie Delmenhorst
- 2000 Galerie EIGEN + ART, Leipzig
- 2000 «Randgebiet», Galerie für Zeitgenössische Kunst, Leipzig / Haus der Kunst, Munich / Kunsthalle Zürich, Switzerland
- 2000 David Zwirner, New York, USA
- 1999 Galerie EIGEN + ART, Berlin
- 1998 Galerie der Stadt Backnang
- 1997 Museum der bildenden Künste Leipzig
- 1997 «Manöver», Galerie EIGEN + ART, Leipzig
- 1995 «Marineschule», Overbeck-Gesellschaft Lübeck
- 1995 Galerie EIGEN + ART, Leipzig
- 1995 Dresdner Bank, Leipzig
- 1994 Projektgalerie, Kunstverein Elsterpark e.V., Leipzig
- 1993 Galerie EIGEN + ART, Leipzig

## Публичные коллекции
- Bundessammlung zeitgenössischer Kunst, Bonn
- Carnegie Museum of Art, Pittsburgh
- Collection Denver Art Museum
- Collection of The Museum of Modern Art, New York / The Judith Rothschild Foundation Contemporary Drawings Collection
- Friedrich Christian Flick Collection, Zürich/Berlin
- Galerie für Zeitgenössische Kunst Leipzig
- Kunsthalle zu Kiel
- Kunstmuseum Wolfsburg
- Kunstsammlung Deutscher Bundestag
- Kunstsammlung Sachsen LB
- Lindenau-Museum Altenburg
- Ludwig Forum für Internationale Kunst, Aachen
- Museum der bildenden Künste Leipzig
- Museum of Contemporary Art, Los Angeles
- MoMA, New York City
- Sammlung der Landesbank Hessen — Thüringen
- Sammlung Deutsche Bank
- Solomon R. Guggenheim Museum, New York
- UBS Art Collection
- Stedeljik Museum, Amsterdam
- Kunsthalle Hamburg
- Sammlung Goetz, München